# Биомаркеры старения
Биомаркер старения — это параметр организма, отражающий функциональное состояние организма лучше, чем хронологический возраст.

## Определение
Понятие «биомаркер старения» начало входить в употребление в 1980-х годах. Изначальное определение, которое используется и сейчас звучит так[1]:
«Биомаркер старения — это биологический параметр, по которому в отсутствии болезни можно предсказать функциональное состояние организма лучше, чем по хронологическому возрасту»
Действительно, хронологический возраст далеко не всегда является точной оценкой для состояния организма, а тем более для скорости старения и предположительного времени смерти. Один человек может в 80 лет быть в хорошей форме и не иметь серьёзных когнитивных проблем, тогда как другой уже в 60 будет иметь серьёзные проблемы со здоровьем и мыслительными возможностями.

## Критерии
Существует несколько критериев, под которые должен подходить биологический параметр, чтобы его можно было использовать в качестве биомаркера старения. У разных авторов встречаются некоторые вариации, однако общепринятым считается список критериев, разработанный Американской Федерацией Исследований Старения (American Federation of Aging Research)[2][3]:
1. Параметр должен отвечает на вопрос, сколько человеку осталось жить (на каком отрезке своей жизни он находится). Эта оценка должна быть лучше, чем хронологический возраст.
2. Параметр должен отражать протекание процесса, лежащего в основе явления старения (а не болезни).
3. Параметр должен быть доступен для многократной проверки без нанесения вреда человеку.
4. Этот параметр должен быть применим к лабораторным животным (например, мышам), таким образом, его можно будет тестировать.

Третий критерий часто дополняют постулатом о том, что оценка параметра не только не должна наносить вреда, но и не должна влиять на протекание старения в целом. Тем не менее, этот критерий остается самым выполнимым (см ниже).

## Проблемы
Из критериев и определения сразу следует несколько проблем, которые могут возникнуть при поиске биомаркеров старения.
Первая проблема заключается в определении, а именно в том, что параметр должен определять скорость старения в отсутствии болезни. Достаточно часто старение сопровождается старческими заболеваниями (age-related desases), такими как диабет, болезни Паркинсона и Альцгеймера и т. д. Часто эти явлениями ведут к не менее глобальным изменениям в организме, чем само старение, и становится трудно отличить одно от другого.
Однако главная проблема исходит из критерия 2. Дело в том, что старение — далеко не до конца изученный процесс, научное сообщество далеко от понимания, что же именно является его первопричиной, таким образом, на сегодняшний день второй критерий, по сути, невыполним.
Можно сказать, что на сегодняшний день не найдено ни одного биомаркера старения[4], отвечающего всем общепринятым критериям, поэтому принято говорить о потенциальных биомаркерах старения. Таких биомаркеров уже обнаружены десятки и исследования в этом направлении довольно активно ведутся по всему миру.

## Потенциальные биомаркеры старения у C. elegans
Нематода Caenorhabditis elegans (C. elegans) — классический модельный организм, отличительной чертой которого является фиксированное число клеток во взрослом организме. Биология развития C. elegans изучена детально вплоть до судьбы каждой отдельной клетки. Это делает его хорошим объектом для изучения старения и в частности поиска его биомаркеров.
Первый потенциальный биомаркер — подвижность червей (мышечная сила). В нескольких исследованиях показана корреляция между подвижностью и временем жизни червя. Если особь не активна, то, скорее всего, она умрёт раньше, чем более активные особи.
Более универсальный биомаркер, применимый и к другим животным, — накопление в клетках пигмента липофусцина, увеличивающееся с возрастом[5].
На молекулярном уровне интерес вызывают некоторые микроРНК, изменения экспрессии которых влияет на продолжительность жизни[6].

## Потенциальные биомаркеры старения у человека
Один из первых потенциальных биомаркеров, приходящих на ум — длина теломер. Теломеры — сложные структуры на концах хромосом человека и других эукариот. Теломерная ДНК состоит из коротких повторов и связана с множеством белков. При каждом делении клетки теломерная ДНК укорачивается, и это происходит до тех пор, пока репликация ДНК (а значит и деление) станет невозможным (клетка достигнет т. н. предела Хейфлика). Таким образом, чем репликативный возраст клетки больше, тем короче теломеры. Тем не менее, в половине исследований не было обнаружено корреляции между укороченными теломерами и коэффициентом смертности. Однако стоит учесть, что во многих из них не учитывались дополнительные факторы, которые могут влиять на длину теломер, а таких множество (воспаление, физическая активность, индекс массы тела, потребление алкоголя и т. д.) [7].
Ещё один молекулярный механизм, являющийся потенциальным биомаркером — метилирование ДНК. С возрастом уровень метилирования одних участков ДНК растёт, других — наоборот падает. В 2013 году была опубликована большая работа, посвященная т. н. эпигенетическим часам. В ней показано, что по уровню метилирования можно очень точно определить возраст независимо от многих факторов, таких как пол и тип ткани (в сравнении с теломерами это большое преимущество). Кроме того, показано, что этот метод применим к шимпанзе[8]. Таким образом, выполняются почти все критерии биомаркера старения кроме первого. Дело в том, что метилирование отражает именно хронологический возраст, а значит, не может предсказать скорость старения лучше него.
На тканевом и организменном уровне уделяется большое внимание процессам воспаления и изменений в иммунной системе, как потенциальным источникам биомаркеров старения. Например, у людей с возрастом уменьшается количество наивных клеток иммунной системы, а число клеток памяти увеличивается[4].
Ещё один перспективный биомаркер старения — накопление в тканях гликированных белков (так называемых AGE-продуктов). Со временем белки в клетках подвергаются спонтанному (неферментативному) гликированию, то есть присоединению моносахаридов к аминогруппам и карбонилам. Это приводит к снижению функциональности белков, а кроме того мешает их деградации. Таким образом, AGE-продукты накапливаются со временем и нарушают функциональность клеток и тканей. Особенно ярко это проявляется в сердечно-сосудистой системе, где сосуды с возрастом теряют эластичность из-за сшивок в коллагене, вызванных гликированием[9].
Со старением организма обычно связывают окислительный стресс. Он может быть причиной повреждений молекул ДНК, самое распространённое из них — превращение гуанина в 8-оксо-2'-дезоксигуанин. Наличие последнего увеличивается с возрастом и тоже может служить биомаркером старения [10].